# ウォーターデザイン
株式会社ウォーターデザインは、1964年（昭和39年）創業の水景メーカー。主に噴水の企画デザイン、施工、保守管理を手掛ける水景集団。
水の演出3000件以上の実績と専門メーカーとして55年以上の歴史を持つ。

## 沿革
- 1964年（昭和39年） - 東京都港区琴平町にて株式会社ウォーターデザイン設立
- 1979年（昭和54年） - 福岡営業所開設
- 1983年（昭和58年） - 本社移転（東京都港区新橋）
- 1986年（昭和61年） - 大阪営業所開設
- 1988年（昭和63年） - 東北営業所開設
- 2017年（平成29年） - 本社機能を移転（東京都大田区昭和）

## 事業所
- 本店（東京都港区新橋）
- 本社（東京都大田区昭和島）
- 大阪営業所（大阪市中央区内本町）
- 福岡営業所（福岡県筑紫野市二日市北）
- 東北営業所（仙台市青葉区吉成台）

## 主な施工物件

### 公園
- 国営昭和記念公園（東京都立川市）
- 上野恩賜公園（東京都台東区）
- 潮風公園（東京都品川区）
- 東京都墨田区おしなり公園（東京都墨田区）
- 東京臨海広域防災公園（東京都江東区）
- 中野四季の森公園（東京都中野区）
- ふなばしアンデルセン公園（千葉県船橋市）
- グランモール公園（神奈川県横浜市）
- 横浜開港広場（神奈川県横浜市）
- 前橋公園（群馬県前橋市）
- 常盤公園（静岡県静岡市）
- 浜名湖ガーデンパーク（静岡県浜が松市）
- さくら広場門真（大阪府門真市）
- ゆりの里公園（福井県坂井氏）
- 甘木公園（福岡県朝倉市）

### 公共施設
- お台場虹の噴水（東京都江東区）
- 葛西臨海公園駅（東京都江戸川区）
- 丸の内駅前広場（東京都中央区）
- 千葉市花の美術館（千葉県千葉市）
- 弁天橋駅前広場（神奈川県横浜市）
- 山梨県庁前広場（山梨県甲府市）
- 金沢駅東広場（石川県金沢市）
- 博多駅博多口（福岡県福岡市）

### 教育施設
- 明治大学（東京都千代田区）
- 早稲田大学（東京都新宿区）
- 東京理科大学（東京都葛飾区）
- 芝浦工業大学　豊洲キャンパス（東京都江東区）
- 東京大学 図書館棟（東京都文京区）
- 東京国際大学（埼玉県川越市）
- 宮城大学（宮城県黒川郡）
- 立命館大学（滋賀県草津市）
- 岡山県立大学（岡山県総社市）

### 商業施設
- 東京ミッドタウン（東京都港区）
- 深川ギャザリア（東京都江東区）
- 池袋サンシャインシティ 噴水広場（東京都豊島区）
- キャナルシティ博多　イーストビル（福岡県福岡市）
- 鹿児島マリンポート（鹿児島県鹿児島市）

など